# Société nationale des constructions aéronautiques de l'Ouest
La Société nationale des constructions aéronautiques de l'Ouest (SNCAO) était une entreprise aéronautique française résultant du regroupement de l'usine Breguet à Bouguenais, et de la Société Anonyme Loire-Nieuport à Saint-Nazaire et Issy-les-Moulineaux en novembre 1936.

## Historique
Au milieu des années 1930, alors que l'Allemagne a entamé son réarmement depuis le début de la décennie, la France est à la traîne. Son aviation ne peut rivaliser avec l'aviation allemande. Une politique de prototypes avait été initiée en France mais les appareils produits ne répondaient pas aux cahiers des charges ambitieux émis par les Services officiels ou ne pouvaient pas être produits en série assez rapidement. Si bien que ceux-ci étaient déjà obsolètes en entrant en service. Ainsi quand le Front populaire arrive au pouvoir en mai 1936, il décide de nationaliser les deux-tiers de l'industrie aéronautique dans le but de pallier le manque de productivité des constructeurs de l'époque et de rationaliser la production. Ainsi par la loi de nationalisation du 11 août 1936, le gouvernement français réunit les usines et bureaux d'études des plusieurs entreprises privées au sein de six entreprises d'État (SNCASO, SNCASE, SNCAC, SNCAN, SNCAO, SNCAM),. Créées sous le statut de sociétés anonymes d'économie mixte dont l'État détient deux tiers des actions, elles sont dirigées par un conseil d'administration dont tous les membres sont désignés par l'État et dont le président est Henri de l'Escaille.

## Productions
Compte tenu de sa faible durée de vie, sa production fut limitée à quatre modèles originaux :
- SNCAO CAO.30 hydravion triplace d'entraînement commandé à 40 exemplaires par la Marine mais dont seuls deux exemplaires ont été terminés (1er vol 13 septembre 1938) ;
- SNCAO CAO.200 chasseur monoplace commandé à 12 exemplaires dont 1 seul fut terminé, premier vol le 31 janvier 1939 ;
- SNCAO CAO.600 bombardier-torpilleur bimoteur : un seul prototype construit, premier vol le 21 mars 1940 ;
- SNCAO CAO.700 bombardier quadrimoteur : un seul prototype construit, premier vol le 24 juin 1940.

| Localisation des sites |

La SNCAO a également assuré à Saint-Nazaire le montage d’environ 280 North American NA-57 et NA-64 achetés par l’Armée de l’Air aux États-Unis et produit 82 sections centrales de voilure pour les bombardiers LeO-451.
La SNCAO fut absorbée en 1941 par la SNCASO, elle-même intégrée à Sud-Aviation en 1957.